# João Lobo
João Lobo é um artista visual e realizador luso-brasileiro que trabalha com fotografia e vídeo-arte. Autor de livros e filmes, atua como curador de fotografia e cinema. Doutor em Belas Artes, é pesquisador, docente, palestrante, formador em máster classes e workshops. Premiado internacionalmente, registra-se a sua produção artística no livro JOÃO LOBO: Coleção SENAC, Volume 15, Editora SENAC, São Paulo, Brasil. Realizou diversas exposições no Brasil e no exterior, produziu e participou de eventos de fotografia internacionais e desde 2006 cria trabalhos artísticos com a imagem minimalista, pesquisa acadêmica e a realização de filmes experimentais. 

## Biografia
Nascido no interior da Paraíba, em Brejo de Cruz, a vida de João Lobo mudou quando começou a se interessar por imagens aos 20 e poucos anos, na década de 1980. Anos nos quais o país também mudava: saíamos dos anos de chumbo e andávamos em direção à luz.
No início, pequenos audiovisuais de caráter educativo. De lá para a fotografia profissional foi um passo rápido. Inquieto e curioso, o trabalho de fotojornalismo - primeira escolha na área fotográfica - não o satisfez. Sua vontade era ir além do fato, da imagem-notícia, da narrativa de um evento. Sua agitação pedia mais: queria experimentar, ir além do registro e, assim como os "velhos" fotógrafos do Photo-Secession, mostrar que a fotografia era sim capaz de produzir arte.
Suas buscas acabaram por encontrar fotógrafos como Ernst Haas, Ansel Adams, William Klein e Marc Riboud - Áreas diferentes, mas todos com grande criatividade e inovação de linguagem.
Essas experiências o levaram para o meio acadêmico, onde aprofundou conhecimentos teóricos e começou a lecionar para que seu trabalho não fosse tão solitário como se apresentava: "A universidade foi consequência do meu aprendizado. O meu estudo de fotografia sempre foi solitário." Assim como um cientista, sua aprendizagem foi a experiência, a tentativa do erro e do acerto. Isso o fez sair do Brasil e levar seus trabalhos para diversos países, como Portugal, Argentina, Espanha, França, Holanda e Chile.
Além de levar conhecimento, nessas viagens iniciou um intercâmbio com diversos fotógrafos. Em Villaguay, na Argentina, por exemplo, conheceu as imagens de Pedro Luis Raota - uma de suas grandes influências, pelo enquadramento, dramaticidade da luz e altos contrastes.
As imagens de João Lobo buscam desconstruir o real e servem como suporte e estímulo ao trabalho sempre inovador que o caracteriza. Talvez por isso as imagens do Raota o encantaram. Mas outros, também entre os brasileiros, tornaram-se, se não referência, pelo menos parte de seu museu imaginário: Klaus Mitteldorf e Hélio Oiticica, que apesar de não ser fotógrafo, realizou trabalhos importantes usando a fotografia.
João Lobo é um experimentalista no sentido mais amplo da palavra. Trabalha com a luz, com diferentes filmes, quebrando regras de exposição e processamento, obtendo resultados que quase sempre supreendem, e acaba produzindo imagens que nos causam um descondicionamento do olhar. Nada é visto da forma que realmente é. Isso é possível, com sucesso, porque sua base tradicional e acadêmica na fotografia é bastante consistente. Nada é por acaso, os riscos são calculados. Ele conhece muito de regras e padrões, a ponto de quebrá-los e, novamente, como qualquer cientista, ser capaz de reproduzir a experiência, obtendo os mesmos resultados - base necessária para a transmissão do conhecimento.
Talvez por isso o ato fotográfico tenha sido pouco para ele. Já há alguns anos desenvolve projetos na área didático-cultural que envolvem parte do Nordeste. A exemplo do que acontece em Paraty, Rio de Janeiro, Porto Alegre e Brasília, a Paraíba também tem seu festival da imagem, já há quatro anos. "Senti a necessidade de intercambiar idéias e projetos com outras culturas. Em 2004 produzi e realizei um intercâmbio em que quatro fotógrafos paraibanos mostraram suas produções por lá, e aqui, durante um festival de arte, expuseram cinco portenhos. O Parahyba Digital, em sua terceira edição, mostrou-me a necessidade deste tipo de intercâmbio. Indica a viabilidade de juntar profissionais comungando um mesmo sentimento e somendo idéias que se propagaram com o tempo."
Voltado para a discussão de conceitos fotográficos e da fotografia digital, a cada ano João Lobo consegue, com grande esforço e apesar das dificuldades, reunir dezenas de profissionais e interessados na arte fotográfica em torno de objetivo comum: falar sobre imagem.
Estes quase 30 anos transitando entre a prática e a teoria permitiram-lhe desenvolver um olhar crítico e um conhecimento da produção contemporânea, especialmente quando o assunto é arte, uma área em que muitos ainda patinam e se eximem de comentar. O sangue paraibano de João Lobo não lhe permite isenção. É categórico ao afirmar: "A fotografia está no ápice de seu reconhecimento como arte. A gama de possibilidades que o digital proporcionou induziu o fotógrafo a mostrar suas produções mais abertamente e em maior escala."
Nisso, ele também tem razão. E, como bom crítico, não fica apenas num discurso saudosista ou criticando novas tecnologias. Ele consegue compreender a transformação de visualidade que o digital trouxe, não só para a fotografia mas para a arte de uma maneira geral: "Outro aspecto salutar é a maior interatividade entre fotografia e artes visuais. De um modo geral, isso facilita o aprendizado e define uma melhor contextualização no ambiente artístico."
Coerente com suas idéias e empenho na divulgação do conhecimento fotográfico, atualmente João Lobo desenvolve uma pesquisa sobre a história do nu na fotografia, mas sem deixar de lado sua produção fotográfica, como o ensaio fotográfico sobre as inscrições rupestres da Pedra do Ingá, na Paraíba.
Texto transcrito do Livro João Lobo, autoria de Simonetta Persichetti, 2008.

## Livros publicados
- Tessituras urbanas. Ed. UFPB, 2012.[18][2]
- Across lens. Ed. UFPB, 2011.[18][4][19][20]
- O essencial é invisível. João Pessoa: Forma, 2009.[18]
- João Lobo Coleção Senac de Fotografia. São Paulo: Senac, 2008.[21][22][12]
- Corpo e Alma. João Pessoa: Editora Universitária UFPB, 2000.[18]
- Apesar de Sertão. João Pessoa: Editora Universitária UFPB, 1996.[18]

## Lista de Referências
1. ↑  Cultural, Instituto Itaú. «João Lobo». Enciclopédia Itaú Cultural. Consultado em 5 de abril de 2019
2. 1 2  Cabral, Guilherme (27 de setembro de 2012). «Visão do Caos Urbano». Jornal A União. Consultado em 30 de julho de 2019
3. ↑  «Exposição Apresenta Artistas Paraibanos». Jornal da USP. 18 de setembro de 2012. Consultado em 29 de julho de 2019
4. 1 2  «Fotógrafo João Lobo volta à capital da Paraíba». Jornal da Paraíba. 21 de dezembro de 2011. Consultado em 30 de julho de 2019
5. ↑  «Um fotógrafo processual». Jornal da Paraíba. 23 de maio de 2012. Consultado em 30 de julho de 2019
6. ↑  «Pró-Reitoria de Cultura da UEPB Promove Workshop sobre Teoria e Linguagem Fotográfica». Universidade Estadual de Campina Grande. 16 de setembro de 2014. Consultado em 29 de julho de 2019
7. ↑  Gesteira, Felipe; Paiva, Cláudio (1 de novembro de 2013). «A Arte Fotográfica Conspira em Favor da Memória Política e Sentimental da Cidade». Studium 41. Consultado em 29 de julho de 2019
8. ↑  Pereira, Chico (2014). Paraíba Memória Cultural. João Pessoa: Grafset. 149 páginas
9. ↑  «Câmara Municipal de Brejo do Cruz Realiza Sessão Solene e Homenageia Fotógrafo João Lobo». Brejo de Cruz em Foco. 23 de junho de 2017. Consultado em 29 de julho de 2019
10. ↑  Rabelo, Gerardo (30 de junho de 2017). «João Lobo é homenageado em sua terra natal». Consultado em 13 de setembro de 2019
11. ↑  Macedo, Camilo (12 de março de 2017). «João Lobo». Nomes que fizeram e fazem a história da Paraíba. Consultado em 30 de julho de 2019
12. 1 2  «Fotógrafo Paraibano Lança Livro na UFRN». Nominuto.com. 3 de novembro de 2009. Consultado em 29 de julho de 2019
13. ↑  Costa, William (21 de dezembro de 2011). «Luz em Meio ao Caos». Jornal A União. Consultado em 29 de julho de 2019
14. ↑  «Portal Photos Evento põe João Pessoa na vanguarda da foto digital - Portal Photos». photos.com.br. Consultado em 5 de abril de 2019
15. ↑  «Fotografo paraibano radicado na Europa realiza exposição em João Pessoa». ClickPB. 1 de junho de 2017. Consultado em 29 de julho de 2019
16. ↑  Lobo, João; Persichetti (2008). João Lobo. São Paulo, SP: Editora Senac São Paulo. ISBN 9788573597332. OCLC 455395222
17. ↑  Gurgel, Alex (3 de abril de 2013). «O Fotógrafo João Lobo». Potiguar Notícias. Consultado em 29 de julho de 2019
18. 1 2 3 4 5  «Site Oficial»
19. ↑  Medeiros, Swã (6 de março de 2013). «Fotógrafo João Lobo Expõe Trabalho em João Pessoa». LeiaJá. Consultado em 29 de julho de 2019
20. ↑  «Fotógrafo Paraibano Lança Livros e Faz Exposição em João Pessoa». Jornal da Paraíba. 2 de junho de 2017. Consultado em 29 de julho de 2019
21. ↑  Lobo, João (Lobo Maia); Trigo, Thales. (2008). João Lobo. São Paulo, SP: Editora Senac São Paulo. ISBN 9788573597332. OCLC 455395222
22. ↑  «Fotógrafo Paraibano João Lobo Lança em Natal o Livro Coleção Senac». Tribuna do Norte. 27 de outubro de 2009. Consultado em 29 de julho de 2019